# Mogadore
Mogadore és una població dels Estats Units a l'estat d'Ohio. Segons el cens del 2000 tenia 3.893 habitants.

## Demografia
Segons el cens del 2000, Mogadore tenia 3.893 habitants, 1.485 habitatges, i 1.125 famílies. La densitat de població era de 719,2 habitants per km².
Dels 1.485 habitatges en un 31,9% hi vivien nens de menys de 18 anys, en un 63% hi vivien parelles casades, en un 8,6% dones solteres, i en un 24,2% no eren unitats familiars. En el 21% dels habitatges hi vivien persones soles l'11,2% de les quals corresponia a persones de 65 anys o més que vivien soles. El nombre mitjà de persones vivint en cada habitatge era de 2,61 i el nombre mitjà de persones que vivien en cada família era de 3,01.
Per edats la població es repartia de la següent manera: un 24,7% tenia menys de 18 anys, un 7,4% entre 18 i 24, un 28,2% entre 25 i 44, un 23,1% de 45 a 60 i un 16,6% 65 anys o més.
L'edat mediana era de 39 anys. Per cada 100 dones de 18 o més anys hi havia 93,7 homes.
La renda mediana per habitatge era de 48.255 $ i la renda mediana per família de 53.393 $. Els homes tenien una renda mediana de 36.513 $ mentre que les dones 26.557 $. La renda per capita de la població era de 20.965 $. Aproximadament el 2,6% de les famílies i el 3,6% de la població estaven per davall del llindar de pobresa.

## Poblacions més properes
El següent diagrama mostra les poblacions més properes.